# Kamień Piłsudskiego w Wesołej
Kamień Piłsudskiego w Wesołej – granitowy głaz narzutowy znajdujący się na grzbiecie długiej grzędy wydmowej zwanej Górami Milowymi położonej w lesie na południe od osiedla Zielona w Wesołej, ustawiony na kształt menhira, upamiętniający pierwsze (i jedyne) jawne wobec niemieckiego okupanta ćwiczenia polowe Polskiej Organizacji Wojskowej, które odbyły się tu 29 kwietnia 1917 roku.
Ćwiczenia stanowiły pokaz siły i wyszkolenia oddziałów POW. Wziął w nich udział jeden z dwóch batalionów warszawskiego okręgu tej organizacji. Były prowadzone przez dowódcę batalionu Stefana Pomarańskiego. W czasie ćwiczeń przeprowadzono także egzaminy podoficerskie. W manewrach, które odbywały się wtedy bezleśnym, niezabudowanym terenie podmiejskim, uczestniczył brygadier Józef Piłsudski – ówczesny szef Departamentu Wojskowego Tymczasowej Rady Stanu. Ćwiczenia wizytowali m.in.: Tadeusz Kasprzycki, Janusz Jędrzejewicz, Wacław Jędrzejewicz, Henryk Krok-Paszkowski i Janusz Gąsiorowski oraz inni członkowie Komendy Naczelnej POW. Ćwiczenia były również wizytowane przez niemieckiego przedstawiciela władz okupacyjnych, majora Keppela oraz dwóch innych niemieckich oficerów.
Wśród członków POW biorących udział w tych ćwiczeniach był m.in. Tomasz Piskorski.
Głaz został ustawiony w kwietniu 1937 roku, dwadzieścia lat po manewrach. Umieszczono go na wydmie, pomiędzy dwoma słupami z husarskimi skrzydłami na szczycie (słupy te dziś nie istnieją). Na głazie umieszczonym na betonowym postumencie o wymiarach 3,24 x 3,82 m wyryto odznakę pamiątkową Polskiej Organizacji Wojskowej, a pod nią napis: Na polach Wawra i Zielonej w dniu 29 IV 1917 r. Józef Piłsudski, ucząc Polaków bić się za wolność, ćwiczył ochotnicze wojsko zebrane potajemnie w Polskiej Organizacji Wojskowej. 
Kamień przetrwał II wojnę światową i lata PRL-u. W latach osiemdziesiątych przy pomniku odbywały się rocznicowe spotkania organizowane przez ówczesnych działaczy opozycji demokratycznej. Obecnie przy głazie odbywają się miejscowe obchody Święta Niepodległości.
Ćwiczeniom POW 29 kwietnia 1917 roku poświęcono również tablicę pamiątkową przy ulicy Zamoyskiego 36 (rogatka grochowska) na Kamionku na warszawskiej Pradze-Południe. Na odsłoniętej 22 października 2014 roku tablicy widnieje napis: W stulecie powołania przez Józefa Piłsudskiego Polskiej Organizacji Wojskowej na pamiątkę demonstracyjnego jej ujawnienia z konspiracji przez otwarte ćwiczenia wojskowe na polach Wawra i Zielonej w dniu 29 kwietnia 1917 roku poprzedzone zbiórką oddziałów warszawskiego garnizonu P.O.W. w tym miejscu – przy historycznej rogatce grochowskiej. Rada i Zarząd Dzielnicy Praga-Południe m.st. Warszawy Towarzystwo Przyjaciół Warszawy 1914 – 22 października – 2014. Tablica ta miała być odsłonięta w tym miejscu 22 października 1939 roku, jednak wybuch II wojny światowej i okres PRL-u uniemożliwiły realizację tych planów.

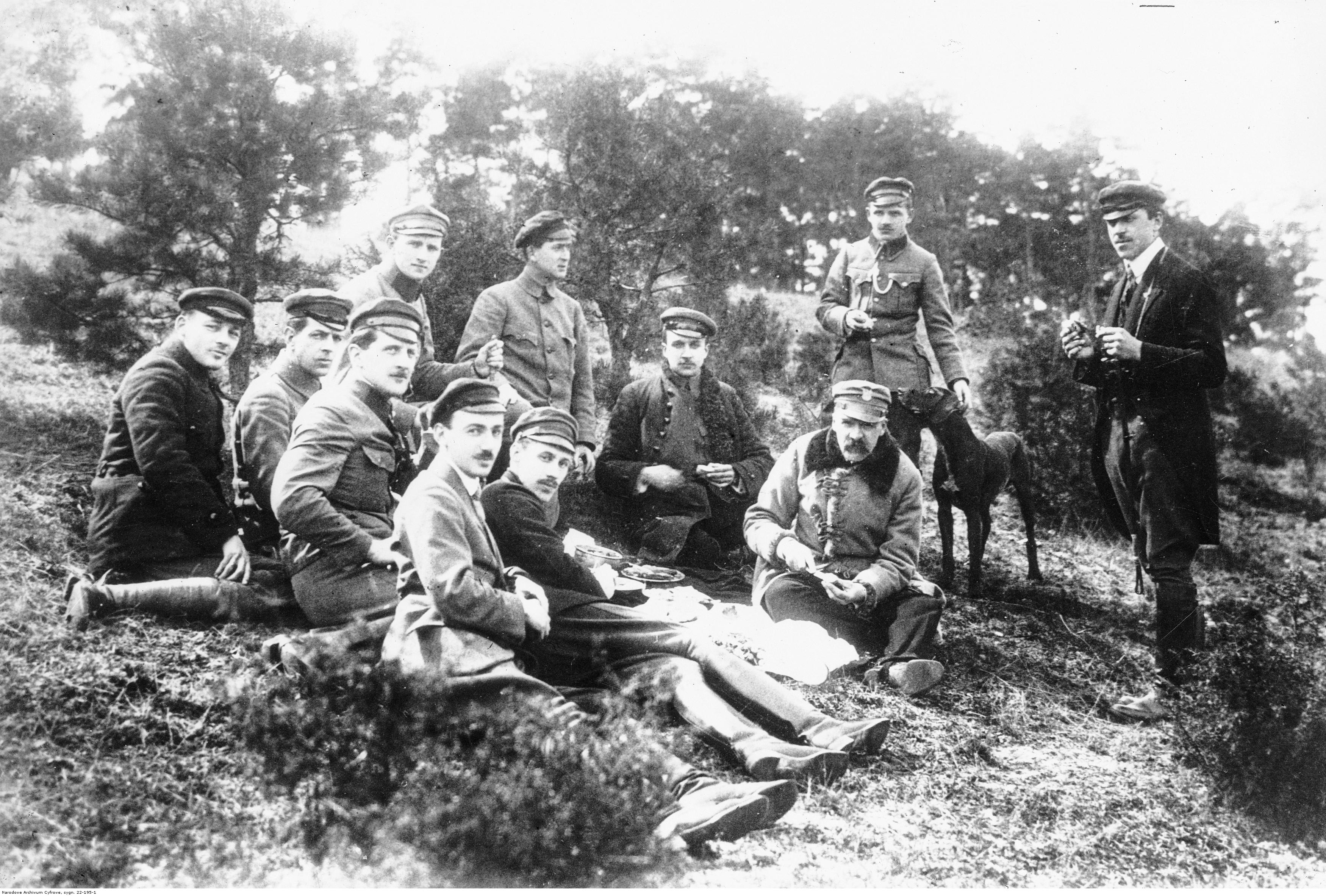
Komenda Naczelna POW w czasie ćwiczeń w Zielonej 29 kwietnia 1917 roku. Widoczni na zdjęciu: Janusz Jędrzejewicz, Janusz Gąsiorowski, Jan Opieliński, Wacław Denhoff-Czarnocki, Wacław Jędrzejewicz, Bogusław Miedziński, Karol Lilienfeld-Krzewski, Tadeusz Kasprzycki, Józef Piłsudski, Władysław Horyd, Henryk Krok-Paszkowski